# Guillermo Orellana
Guillermo Enrique Orellana Riquelme (Santiago, Chile, 29 de julio de 1986) es un futbolista chileno. Juega de portero en el Provincial Ovalle de la Segunda División Profesional de Chile.

## Clubes
| Club                      | País  | Año           |
| ------------------------- | ----- | ------------- |
| Cobresal                  | Chile | 2006-2007     |
| Trasandino                | Chile | 2008-2009     |
| Deportes Puerto Montt     | Chile | 2010          |
| Universidad de Concepción | Chile | 2011-2014     |
| Coquimbo Unido            | Chile | 2015-2016     |
| Deportes Copiapó          | Chile | 2016-2018     |
| Deportes Temuco           | Chile | 2019          |
| Coquimbo Unido            | Chile | 2020-2023     |
| Provincial Ovalle         | Chile | 2024-presente |

## Palmarés

### Campeonatos nacionales
| Título     | Club                      | País  | Año       |
| ---------- | ------------------------- | ----- | --------- |
| Primera B  | Universidad de Concepción | Chile | 2013      |
| Copa Chile | Universidad de Concepción | Chile | 2014-2015 |
| Primera B  | Coquimbo Unido            | Chile | 2021      |